# Ihara Szaikaku
Ihara Szaikaku (井原 西鶴; Hepburn: Ihara Saikaku; 1642–1693), avagy egyszerűen Szaikaku (gyakran lexikonokban is), japán költő és prózaíró, a „lebegő világ” irodalmának (ukijo-zósi) megteremtője.

## Élete
Gazdag oszakai kereskedő fiaként született, eredeti neve Hirajama Tógo volt. Fiatal felesége 1675-ös halála után kezdett szinte foglalkozásszerűen haikukat, illetve „láncverseket” (haikai no renga) írni. Noha üzletember volt, világi szerzetesként bebarangolta egész Japánt, a vállalkozást és három gyermekét (köztük egy vak kislányt) a rokonokra bízva. 1677-ben újra letelepedett Oszakában. Noha csak 51 évet élt, hatalmas életművet hagyott hátra. 1688-tól „íróinasokat” alkalmazott, megelőlegezve a 19–21. századi nyugati kommersz irodalom némely gyakorlatát.

## Művei

### Versei

Az oszakai Ikukunitama sintó szentélyben látható szobra

Költőként a hétköznapi, humoros témákat favorizáló Danrin-iskola híve volt (akárcsak kezdetben Macuo Basó). 1673-ban részt vett egy 12 napos láncversíró találkozón az oszakai Ikukunitama sintó szentélyben, ahol 155 költőtársával 10 000 stanzát (5–7–5, illetve 7–7 szótagszámú sorokat) produkáltak. Ezekből saját válogatásában és előszavával 300-at közzé is tett.
1677-ben rekordot állított fel: a szamurájok „nyílszámláló” (jakazu) állóképesség-gyakorlatához hasonlóan egy éjjel és nappal leforgása alatt egy 1600 darabos láncverset írt. 1680-ban ugyancsak 24 óra alatt 4000 stanzát sikerült alkotnia, 1684-ben pedig saját rekordjait megdöntve 24 óra alatt 23 500 verset szerzett tanúk jelenlétében, habár az írnokok nem tudtak lépést tartani vele a lejegyzésben, csak a versek számát rögzíthették.

### Prózai művei
Talán ennek a „nagyipari” verstermelésnek volt logikus folyománya, hogy 1682-től a laza szerkezetű, humoros-erotikus prózai művek felé fordult, a Heian-kori monogatarik után elsőként taposva utat a japán szépprózának. 1682-es „regénye”, a Kósoku icsidai otoko (’Egy szerelmes természetű férfi élete’) egy Jonoszuke nevű férfi nevetségbe fúló szerelmeiről mesél 54 fejezetben, mintegy burleszk ellenpárjaként a szintén 54 könyvből álló Gendzsi szerelmeinek. Két évvel később közreadta a folytatását is Kósoku nidai otoko (’Egy szerelmes természetű férfi fia’) címmel.
Szaikakut nagyon érdekelte a színház, és a való élet botrányai, amelyekből az gyakran a témáit merítette. 1686-os prózakötetében, a Kósoku gonin onná-ban (’Öt nő, aki szerette a szerelmet’) öt mesteri történetet ad elő házasságtörésekről, tragikus véget érő szerelmekről, amelyek egytől egyig megtörtént eseteken alapultak. Pátosz és komikum váltogatja bennük egymást, az élet mulandóságát, a „lebegő világot” példázva. Ugyanebben az évben jelentette meg a Kósoku icsidai onná-t (’Egy szerelmes természetű nő élete’), amelyben egy Jonoszukéhoz hasonlóan szexbolond nő a legborsosabb kalandok (köztük egy boccacciói kolostori közjáték) során egyre mélyebbre süllyed a fertőbe, majd jó útra tér.
Ezeken a városi polgárságról és polgárságnak szóló csónin-történeteken kívül a szamurájokról is több kötetet írt, amelyeknek tónusából nem derül ki, szatírának szánta-e őket. Budó denraiki (’A szamuráj útjának hagyományai’) és Buke giri monogatari (’Történetek a szamurájbecsületről’) című 1687-es, illetve 1688-as gyűjteményében a szamurájok az erény megtestesítői, akiken nem fog a gúny, s akiket nem érhet gáncs. Az 1687-ben publikált Nansoku okagami-ban (’A férfiszerelem nagy tükre’) a harcosok közt gyakori szerelmi kapcsolatokat ábrázolja tárgyilagosan, megértően.